# Lotenhulle
Lotenhulle is een dorp in de Belgische provincie Oost-Vlaanderen en een deelgemeente van Aalter, het was een zelfstandige gemeente tot aan de gemeentelijke herindeling van 1977. 

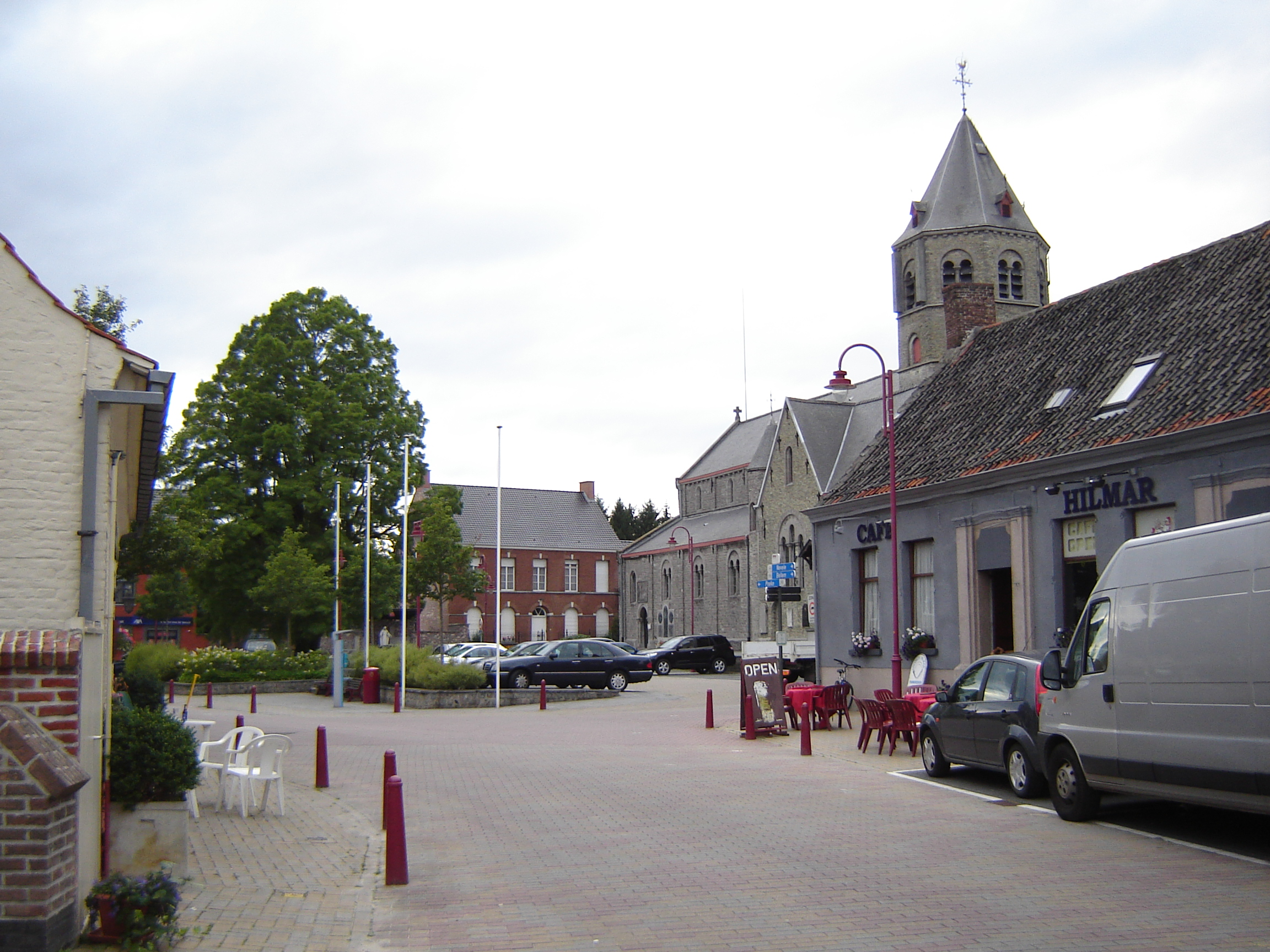
Dorpscentrum met de Heilig Kruiskerk.

## Toponymie
De naam heeft een Frankische oorsprong. Lo komt van lauha, hetgeen klein bosrijk gebied betekent en hulle is afgeleid van hulja, hetgeen zanderige grond of helling betekent. Als onderscheiding met Lochristi, dat oorspronkelijk ook Lo heette, werd -ten-Hulle aan de naam toegevoegd. Plaatselijk wordt nog steeds van Lo of Lue gesproken.
Ten hulle of ta hulja (letterlijk: op den heuvel) verwijst naar een vegetatierijke heuvel, die overbleef na de Laatste IJstijd. De Romeinen bouwden daarop een heirbaan. Op deze plaats ligt nog steeds een straat, die de naam Heirstraat draagt (verwijzend naar de oorsprong ervan). Deze straat is een overblijfsel van de weg tussen Brugge en Oudenaarde.
De oudste verwijzing naar de naam van het dorp stamt uit 1206, wanneer de altaria de Poke et Loo (de altaren van Poeke en Lo) worden vermeld. Het woord altaar is hier een verwijzing (synecdoche) naar de parochie. Latere plaatsnaamvermeldingen zijn:
- (parrochia de) Lo (1227)
- Loo bij Poucken (1475)
- Loo ten Hulle (1518)

## Demografische ontwikkeling
- Bronnen:NIS, Opm:1831 tot en met 1970=volkstellingen; 1976 = inwoneraantal op 31 december

## Bezienswaardigheden

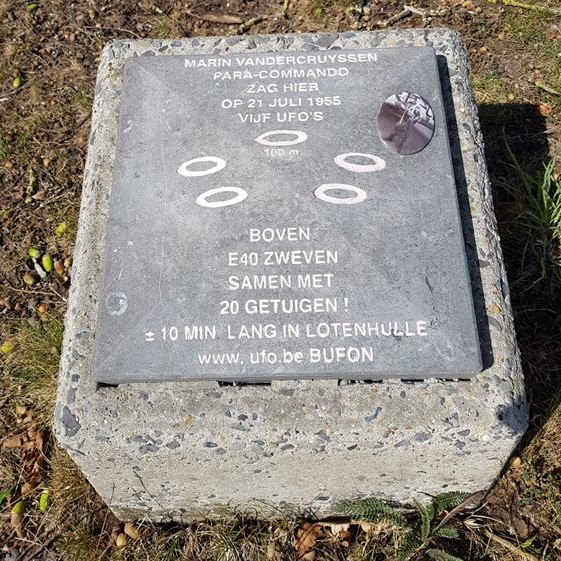
UFO-gedenksteen ter hoogte van de Steenweg op Deinze.

- De Heilig-Kruiskerk
- Het Kasteel Ter Wallen
- Het Pensionaat van Lo
- UFO-gedenksteen[1]

## Natuur en landschap
Lotenhulle ligt in het Meetjesland op een hoogte van ongeveer 15 meter. De belangrijkste waterloop is de Neerschuurbeek.

## Sport en recreatie
WS Lovrienden Lotenhulle is de voetbalclub van het dorp, spelend in vierde provinciale A.

## Trivia
- Lotenhulle was in 1999 een van de eerste plaatsen in België waar met een stemcomputer gestemd kon worden.[2]
- De voorzitter van de Société de Médecine van Gent, Hector Leboucq, noemde in juli 1912 de voorstanders van de vernederlandsing van de Rijksuniversiteit Gent spottend "les intellectuels de Zoetenaaie et de Lootenhulle". Hippoliet Meert drukte in het maandblad De Vlaamsche Hoogeschool (1911-1914) telkens een lijst af van de voorstanders van het wetsvoorstel Franck en vormde die uitspraak om tot geuzennaam door voortaan als eersten op die lijst te zetten: "Les intellectuels de Lootenhulle".

## Bekende inwoners
- Pieter Goethals (1826 - 1860), onterecht terdoodveroordeelde
- Boer Charel (1930 - 2013), landbouwer en mediafiguur
- Leif Hoste (1977), wielrenner

## Nabijgelegen kernen
Poeke, Vinkt, Poesele, Aalter